# Corbitella pulchra
Corbitella pulchra är en svampdjursart som först beskrevs av Schulze 1887.  Corbitella pulchra ingår i släktet Corbitella och familjen Euplectellidae.
Artens utbredningsområde är Fiji. Inga underarter finns listade i Catalogue of Life.